# Мисс Роуз Уайт
«Мисс Роуз Уайт» (англ. Miss Rose White) — телефильм. Премия «Эмми».

## Сюжет
Грядёт Вторая мировая война. Рейзель Вайс со своим отцом спешно покидает Польшу, но при этом лишается матери и своей старшей сестры. Изменив имя на Роуз Уайт, она начинает новую жизнь, уже в США. Но вот однажды до неё доходят сведения, что сестра сумела каким-то образом выжить и направляется в Америку, к своей младшей родственнице, невольно неся с собой воспоминания об их прошлом.

## В ролях
- Кира Седжвик — Рейзель Вайс / Роуз Уайт
- Максимилиан Шелл — Мордехай Вайс
- Морин Стэплтон — Танта Перла
- Аманда Пламмер — Люсия
- Пенни Фуллер — мисс Кейт Райан
- Даниэль Бернард Суини — Дэн МакКей
- Джина Гершон — Энджи
- Милтон Селзер — дядя Шимон